# Администрация Панамского канала
Администрация Панамского канала (исп. Autoridad del Canal de Panamá (ACP)) — государственное агентство Панамы, отвечающее за обслуживание и управление Панамским каналом. Управление каналом было передано ACP 31 декабря 1999 года в соответствии с договором Торрихоса-Картера.

## Создание
Администрация Панамского канала учреждена статьёй XIV конституции Панамы. ACP принадлежит исключительное право взимания платы за услуги канала, в ведении агентства находятся вопросы управления, сохранения, обслуживания и модернизации. ACP отвечает за безопасность, непрерывность работы, эффективность и прибыльность канала..
Органический закон об Администрации Панамского канала принят 11 июня 1997 года. В нём обозначены юридические рамки новой структуры и принципы функционирования канала.

## Структура
ACP является финансово независимой организацией. Имущество Панамского канала находится в её собственности. Сам Панамский канал определён законом как неотчуждаемое наследие Республики Панама. Он не может быть продан, заложен или иным другим образом передан сторонним лицам.
Политику Администрации Панамского канала определяет Совет директоров. Состав совета определяется следующим образом:
- Девять директоров назначает президент Панамы; назначения должны быть подтверждены советом министров и большинством законодательного собрания.
- Одного директора назначает законодательное собрание.
- Председателя совета директоров, одновременно совмещающего должность министра по делам канала, назначает непосредственно президент; министр по делам канала является полноправным членом совета министров.

Директора назначаются на 9 лет. По состоянию на февраль 2012 года председателем совета директоров является Ромуло Роукс.
Глава администрации — высшая исполнительная должность ACP. Глава администрации избирается Советом директоров на 7 лет, но не более чем на два срока. Снятие главы администрации возможно только 8 и более голосами совета директоров.
Генеральный инспектор — высшая надзорная должность ACP. Генеральный инспектор назначается Советом директоров.